# هفتاد و پنجمین جشنواره بین‌المللی فیلم برلین
هفتاد و پنجمین جشنواره بین‌المللی فیلم برلین (انگلیسی: 75th annual Berlin International Film Festival) که اغلب برلیناله (تلفظ آلمانی: [bɛʁliˈna:lə] ()) نامیده می‌شود، بین ۱۳ تا ۲۳ فوریه ۲۰۲۵ در برلین، آلمان برگزار خواهد شد. فیلم‌ساز آمریکایی تاد هینز به عنوان رئیس هیئت داوران بخش رقابت اصلی منصوب شده است. این رویداد نخستین دوره‌ای خواهد بود که تریشیا تاتل به عنوان مدیر هنری جشنواره، پس از برکناری کارلو چاتریان و ماریِت ریسن‌بیک در سال ۲۰۲۴، در آن حضور دارد.
این جشنواره با فیلم درام آلمانی «نور» به کارگردانی تام تیکور افتتاح خواهد شد.

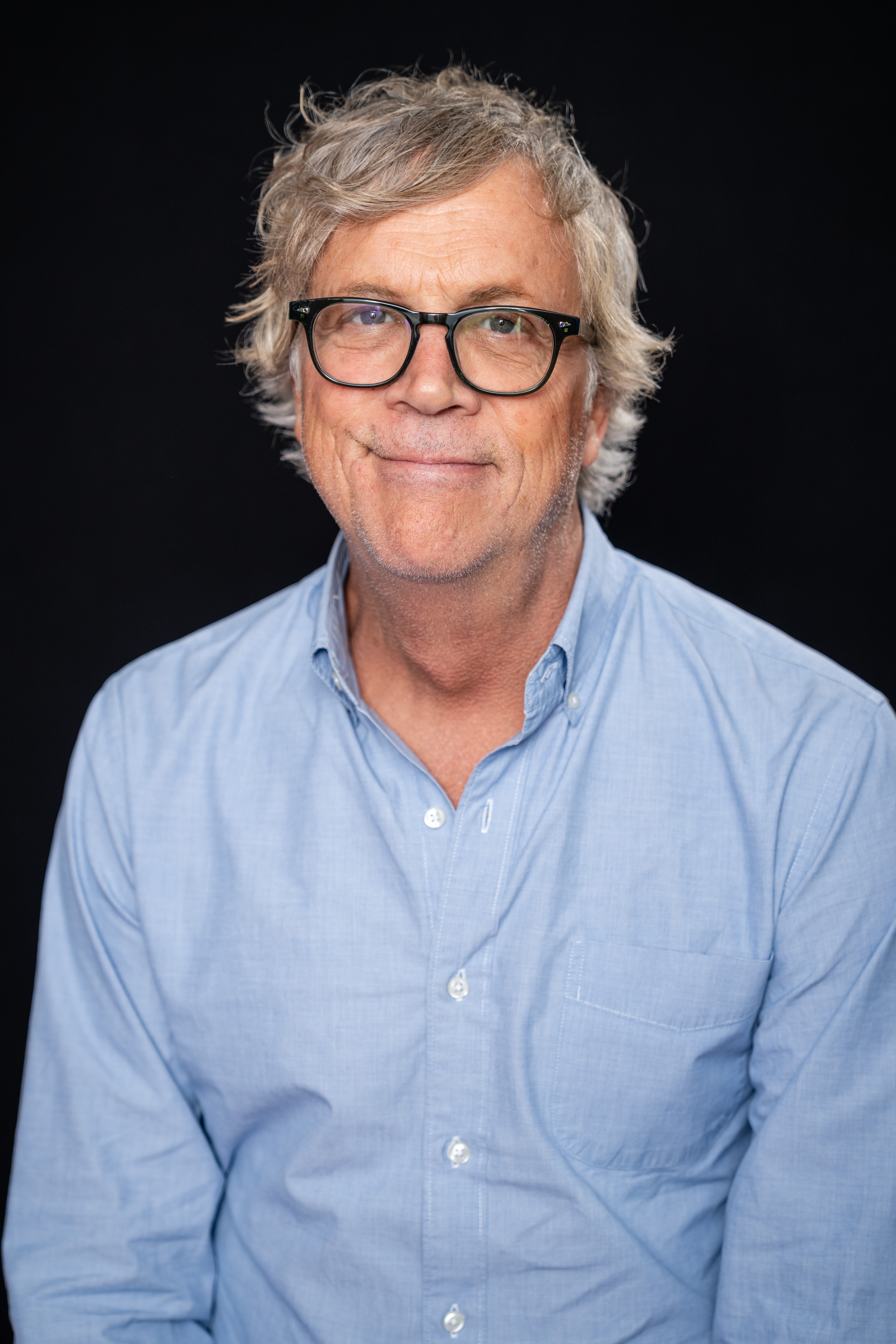
تاد هینز، رئیس هیئت داوران بخش رقابت اصلی

## هیئت داوران

### رقابت اصلی
تاد هینز، فیلم‌ساز آمریکایی - رئیس هیئت داوران